# 想いを捧げる乙女のメロディー
『想いを捧げる乙女のメロディー』（おもいをささげるおとめのメロディー）はensembleから2017年3月24日に発売された18禁美少女アドベンチャーゲーム。お嬢様学園への女装潜入ものの連作である「乙女シリーズ」の第6作である。2017年11月24日にはファンディスク『想いを捧げる乙女のメロディー 〜あふれる想いを調べにのせて〜』が発売された。

## システム
本作は、マウスクリックなどでテキストを読み進めていくオーソドックスな恋愛アドベンチャーゲームである。いわゆる攻略ヒロインは5人。

## あらすじ
ピアノ修行のためドイツの大学に留学していた雨桜みさき（）に、日本に住む姉の雨坂汐理（）から電話がかかってくる。産休に入るため、お嬢様学園「リーリエ女学園」の臨時音楽教師を引き受けてくれないかということだった。リーリエ女学園には有名な楽器職人で、亡くなった二人の父親が作ったピアノがあるが、近く博物館に寄贈されること、そうなれば二度と演奏の機会がなくなることを汐理は告げ、是非にと勧めてくる。みさきは父のピアノを弾くことが夢だったため、音楽教師を引き受け、日本に帰国する。
ところが、リーリエ女学園に到着したみさきは学園の制服を着せられてしまう。実は、父のピアノに触れることができるのは、一年に一回、リーリエ・フロイライン・シュールフェスト（学園祭）のときだけであり、シュールフェストの参加資格はリーリエ女学園の生徒だけに与えられるのであった。女教師＆女学生としてのみさきの困難な生活が始まる。

## キャスト

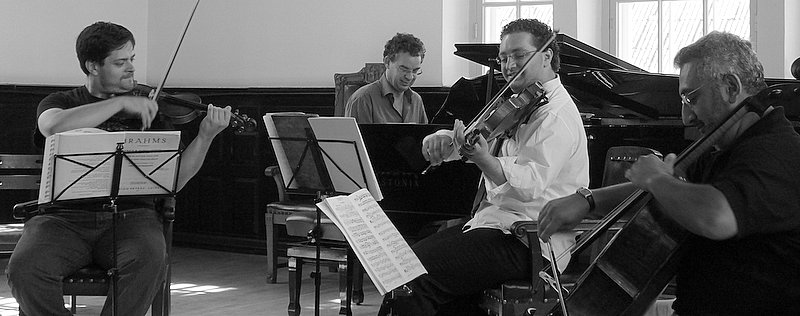
現実世界のピアノ四重奏。

ピアノ四重奏曲の楽譜の一例。

| 役名                     | 本編         | FD           |
| 主人公                   | 主人公       | 主人公       |
| ------------------------ | ------------ | ------------ |
| 雨桜 みさき              | 北見六花     | 北見六花     |
| ヒロイン                 |              |              |
| 水澤 沙耶香              | 秋野花       | 秋野花       |
| 園谷 千夏                | 月野きいろ   | 月野きいろ   |
| 野々宮 美亜              | 小倉結衣     | 小倉結衣     |
| 秋月 瑞穂                | 香山いちご   | 香山いちご   |
| 小石川 琴音              | 白月かなめ   | 白月かなめ   |
| サブキャラクター         |              |              |
| 三好 蘭                  | 卯月ももか   | 卯月ももか   |
| 蓮見 小梅                | 逢真井もこ   | 逢真井もこ   |
| 桑原 芽依子              | 猫屋敷舞     | 猫屋敷舞     |
| 雨坂 汐理                | 羽鳥いち     | 羽鳥いち     |
| 園谷 千春                | かわしまりの | かわしまりの |
| 加野 怜美                | あじ秋刀魚   | あじ秋刀魚   |
| 香奈枝                   | 同右         | 有栖川みや美 |
| 梨花                     | 同右         | 稲荷結       |
| 沙都美                   | 同右         | 北大路ゆき   |
| ファンディスクの登場人物 |              |              |
| 門脇 桜                  | —            | 白月かなめ   |
| 塚原 いずみ              | —            | 月野きいろ   |
| 西條 希実                | —            | 羽鳥いち     |
| 西條 法子                | —            | あじ秋刀魚   |

## 主題歌
オープニングテーマ「eyes to eyes」
作詞 - Duca / 作曲 - chokix / 歌 - Duca
エンディングテーマ「キミへ贈るメロディー」
作詞 - Duca / 作曲 - ANZIE / 歌 - Duca
FDオープニングテーマ「未来のメロディー」
作詞 - Duca / 作曲 - Nekusam / 歌 - Duca
FDエンディングテーマ「カンタービレ♪」
作詞 - Duca / 作曲 - lotta / 歌 - Duca

### 挿入歌
FD挿入歌「One Love」（歌 - 塚原いずみ / ピアノ - 雨桜みさき・野々宮美亜）
作詞 - 秋元凛 / 作曲 - ロドリゲスのぶ / 歌 - カーリ・サッチャー

## スタッフ
- キャラクターデザイン - Hiten、kakao、師走ほりお、みこ
- シナリオ - 無義歩
- 音楽 - ミリオンバンブー

## 反響

### 売り上げ
想いを捧げる乙女のメロディー
本作は発売月（2017年3月）の売り上げにおいて、Getchu.comの集計では7位、アダルトゲーム月刊誌『BugBug』の集計では10位を記録した。発売年（2017年）においては、Getchu.comの集計では上位50位の圏外、『BugBug』の集計では上位20位の圏外であった。
あふれる想いを調べにのせて
ファンディスクの『あふれる想いを調べにのせて』は、その発売月（2017年11月）の売り上げにおいて、Getchu.comの集計では12位、『BugBug』の集計では12位を記録した。発売年（2017年）においては、Getchu.comの集計で上位50位の圏外、『BugBug』の集計では上位20位の圏外であった。

### 人気投票
| 部門名       | Getchu.com | BugBug    | アワード  |
| ------------ | ---------- | --------- | --------- |
| 総合         | 圏外/20位  | 圏外/20位 | 圏外/50位 |
| シナリオ     | 圏外/10位  | 圏外/20位 | 部門なし  |
| グラフィック | 圏外/10位  | 部門なし  | 部門なし  |
| 音楽         | 圏外/10位  | 圏外/20位 | 部門なし  |
| システム     | 圏外/10位  | 圏外/20位 | 部門なし  |
| ヴォイス     | 部門なし   | 圏外/20位 | 部門なし  |
| ムービー     | 圏外/10位  | 部門なし  | 部門なし  |
| エッチ       | 圏外/10位  | 圏外/20位 | 部門なし  |
| キャラクター | 0人/20位   | 0人/20位  | 部門なし  |

想いを捧げる乙女のメロディー
本作は発売月（2017年3月）のユーザー人気投票において、Getchu.comの9位を獲得した。発売年（2017年）の人気投票においては、Getchu.comでは全部門で圏外、『BugBug』では全部門で圏外、萌えゲーアワードでは上位50位の圏外であった（表：「2017年の美少女ゲーム人気投票における本作の位置」に一覧を示す）。
あふれる想いを調べにのせて
ファンディスクの『あふれる想いを調べにのせて』は、その発売月（2017年11月）のユーザー人気投票において、Getchu.comの上位10位の圏外であった。発売年（2017年）の人気投票においては、Getchu.comでは全部門で圏外、『BugBug』では全部門で圏外、萌えゲーアワードでは上位50位の圏外であった。

### 批評
『BugBug』2017年6月号に本作のレビューが掲載された。本作では主人公が教師と学生の二足のわらじを履くことになるが、普段はヒロイン達と和気藹々の学園生活を送りつつ、教師として接する時は一変して真剣に音楽へ取り組む姿に、レビュアーは引き込まれたと述べている。また、主人公が成り行き上ヒロインと一緒に入浴することになったり、ヒロインの着替えているところに遭遇したりといった女装ものの約束もしっかり押さえていると評している。
レビュアーが一番「グッと来た」のは美亜ルートであったという。美亜は主人公のみさきと同じピアニストであり、みさきとはライバルの関係である。学園祭で選ばれるカルテットは1組のみという設定になっているところ、プレイヤーは、父親の遺したピアノを弾く最後のチャンスを掴もうとするみさきに感情移入していきながら、美亜の努力する姿も見せられていくことになる。レビュアーは、いつしかライバルとしてでなく教師として美亜を導くようになっていたみさきに、「雨桜先生に勝つために雨桜先生にピアノを教えて欲しい」と美亜が頼むシーンで感極まった旨を述べている。ついにみさきの女装がバレたときには、美亜の中でみさきの存在がいつしか大きくなっており、男性として自然に受け入れる流れとなる点も評価している。

## 関連商品
以下のグッズが製作されている。
- 園谷千夏抱き枕カバー[18]
- 小石川琴音抱き枕カバー[18]
- 想いを捧げる乙女のメロディー A1タペストリー[19]
- 想いを捧げる乙女のメロディー 〜あふれる想いを調べにのせて〜 A1タペストリー[19]

また、以下の作品には本作主人公の雨桜みさきが登場している。
- 乙女が結ぶ月夜の煌めき（2018年、ensemble）
- シャイニー・シスターズ 〜女装主人公アイドルプロジェクト〜（2019年、ensemble）
- 星の乙女と六華の姉妹（2021年、ensemble）